# Острова Банкс
Острова Банкс (англ. Banks Islands) — группа вулканических островов в юго-западной части Тихого океана. Входят в состав провинции Торба Республики Вануату. Административным центром островов является поселение Сола на острове Вануа-Лава.

## География
Острова Банкс расположены примерно в 40 км к северу от острова Маэво и включают в себя 16 островов: Ветаунде (Vétaounde), Урепарапара (Uréparapara), Острова Рова (Острова Риф) (Rowa, Reef Islands), Энвут (необитаемый) (Enwut), Лемеур (Lemeur), Вануа-Лава (Vanua Lava), Квакеа (Kwakea), Ленеу (Leneu), Навила (Nawila), Равенга (Ravenga), Гауа (Санта-Мария) (Gaua, Santa Maria), Мота (Mota), Мота-Лава (Сэдл, Седло) (Mota Lava, Saddle), Ра (Ra), Мериг (Mérig), Мере-Лава (Méré Lava).
| №  | Острова      | Площадь, км² | Население, чел. (2009 год) | Наивысшая точка, м | Координаты                       |
| -- | ------------ | ------------ | -------------------------- | ------------------ | -------------------------------- |
| 1  | Ветаунде     | 0,24         | -                          | 76                 | 13°15′33″ ю. ш. 167°38′34″ в. д. |
| 2  | Урепарапара  | 39           | 437                        | 764                | 13°32′ ю. ш. 167°20′ в. д.       |
| 3  | Вануа-Лава   | 334,3        | 2623                       | 946                | 13°48′ ю. ш. 167°28′ в. д.       |
| 4  | Мота         | 9,5          | 683                        | 411                | 13°51′ ю. ш. 167°42′ в. д.       |
| 5  | Мота-Лава    | 23,5         | 1451                       | 243                | 13°39′ ю. ш. 167°42′ в. д.       |
| 6  | Ра           | 0,5          | 189                        | ...                | 13°43′ ю. ш. 167°37′ в. д.       |
| 7  | Мере-Лава    | 18           | 647                        | 833                | 14°27′ ю. ш. 168°04′ в. д.       |
| 8  | Гауа         | 328,2        | 2491                       | 767                | 14°15′54″ ю. ш. 167°31′12″ в. д. |
| 9  | Мериг        | 0,5          | 12                         | 125                | 14°19′ ю. ш. 167°48′ в. д.       |
| 10 | Острова Рова | 1            | -                          | 2                  | 13°37′ ю. ш. 167°31′ в. д.       |
|    | Всего        | 780          | 8533                       | 946                | 13°55′ ю. ш. 167°34′ в. д.       |

Крупнейший остров группы — Вануа-Лава (высшая точка — 946 м). На нём также есть действующий вулкан Суретамати (921 м). Другой крупный остров, немного меньших размеров, — остров Гауа, или Санта-Мария, высшая точка которого действующий вулкан Гхарат (англ. Mount Gharat) — 797 м над уровнем океана. В его кратере находится крупнейшее пресноводное озеро Вануату — Летас (англ. Lake Letas). Третий по величине остров группы — Урепарапара.

## История
Острова Банкс были открыты испанским мореплавателем родом из Португалии Педро Фернандесом Киросом в 1606 году. Он проплыл мимо острова Мере-Лава и сделал остановку у острова Гауа, прежде чем высадиться на острове Эспириту-Санто. В 1774 году мимо островов проплыл английский мореплаватель Джеймс Кук, однако впервые они были исследованы Уильямом Блайем (англ. William Bligh), который назвал группу в честь своего патрона сэра Джозефа Банкса (англ. Joseph Banks). Остров Вануа-Лава впервые исследовал новозеландский епископ Джордж Огастус Селиуин в 1859 году.

## Население
На островах около 15 местных языков, многие из которых находятся под угрозой исчезновения. Наиболее распространённый язык мвотлап (Mwotlap) (около 1800 носителей).
В 2009 году население островов составляло 8533 жителя.

## Экономика
Основными занятиями местных жителей являются натуральное сельское хозяйство (производство копры, выращивание какао и кофе). В прошлом французской компанией на острове Вануа-Лава велись разработки серы на горе Сурематамати. Развивается туризм.
На трёх островах группы (Мота-Лава, Вануа-Лава и Гауа) имеются взлётно-посадочные полосы.